# Lançarote
Lançarote, auch bekannt als Lançarote de Freitas, Lançarote de Lagos oder Lançarote da Ilha, war ein portugiesischer Seefahrer, Entdecker, Kaufmann und Sklavenhändler des 15. Jahrhunderts.
Er wurde wahrscheinlich während der ersten beiden Dekaden des 15. Jahrhunderts geboren. Der Chronist Gomes Eanes de Zurara erwähnt, dass Lançarote als Kind am Hofe von Heinrich dem Seefahrer aufwuchs und dem er in den folgenden Jahrzehnten immer verbunden blieb. Er diente ihm zunächst als Escudeiro (Knappe) und später als Cavaleiro (Ritter). Sein Geburtsort ist ebenfalls nicht sicher. Es ist wahrscheinlich, dass er in Lagos geboren wurde, einer Stadt, der er ebenfalls sein ganzes Leben lang verbunden blieb. Die Tatsache, dass er manchmal Lançarote da Ilha genannt wird, macht jedoch auch eine Geburt auf Madeira möglich. Dann kann er jedoch nur nach 1425 geboren worden sein, als die Besiedlung Madeiras durch João Gonçalves Zarco und Tristão Vaz Teixeira begann.

## Ausgangssituation
Das wichtigste Expansionsziel der Portugiesen war in den ersten Jahrzehnten des 15. Jahrhunderts die Eroberung Marokkos. Der portugiesische Historiker Luís Filipe Thomáz unterstreicht, dass die maritimen Entdeckungen in den ersten Jahren hauptsächlich unternommen wurden, um Ziele in Marokko auch aus dem Süden angreifen zu können.
Seit Anfang der 1440er Jahre änderte sich das. Der wirtschaftliche Aspekt der Entdeckungsreisen nahm ständig zu. Hauptsächlich der Handel mit Gold, Elfenbein und Sklaven, später noch der von den portugiesischen Händlern so bezeichnete Malaguetta-Pfeffer stand im Mittelpunkt des Interesses. Auch das portugiesische Königshaus hatte diese Entwicklung erkannt. 1443 erhielt Heinrich der Seefahrer vom Regenten des Königreiches, seinem Bruder D. Pedro, das Monopol für Seefahrt, Handel und Kriegführung südlich des Kap Bojador, das schließt das Fünftel der Krone mit ein, jedoch nicht das Schifffahrtsmonopol. Nach Genehmigung und Gebühr an Heinrich für den Erwerb einer Lizenz fanden auch weiterhin Privatunternehmungen statt. Für ein Fünftel des Gewinns wurden Lizenzen für Handel und Schiffsreisen mit und nach Afrika erteilt. Bis zu diesem Datum waren Handel und Schiffsverkehr mit Afrika für jedermann frei. Die Krone beanspruchte lediglich ein Fünftel aller Gewinne, wie es in den Zeiten der Reconquista üblich war.
1441 brachten Nuno Tristão und Antão Gonçalves von ihrer Reise an die westafrikanische Küste neben Seehundfellen die ersten 12 zum Verkauf bestimmten afrikanischen Sklaven nach Portugal mit. Mit diesem Ereignis begann der atlantische Sklavenhandel der Portugiesen, gleichzeitig setzte sich die Erkenntnis durch, dass mit den Entdeckungsfahrten auch Geld zu verdienen war. Anfänglich trat der portugiesische Seehandel in Westafrika als Konkurrent der früheren Trans-Sahara-Routen in Erscheinung. Gestützt auf den Goldhandel und die Entdeckung Minas ging die portugiesische Karavelle in der Auseinandersetzung mit der arabischen Karawane eindeutig als Sieger hervor. Dies hielt bis ins zweite Viertel des 16. Jahrhunderts an.

## Leben und Wirken
Im Jahr 1444 gelang es Lançarote, sicher auch auf Grund seiner engen Verbindung zu Heinrich dem Seefahrer, die Erlaubnis zu erhalten, gemeinsam mit anderen Einwohnern von Lagos eine Lizenz für den Afrikahandel zu erwerben. Sie erhielten die Erlaubnis, sechs Karavellen auf eigene Rechnung auszurüsten, zu bewaffnen und an die Küste von Arguim, im heutigen Mauretanien, zu segeln.
Gleichzeitig erfolgte in Lagos die Gründung einer Handelsgesellschaft für Handel und Fischfang an der afrikanischen Küste, die Companhia de Lagos. Ob Lançarote oder andere Kaufleute aus Lagos daran beteiligt waren, ist bisher nicht geklärt.

### Die erste Reise an die afrikanische Küste
Nach dem Erwerb der Lizenz wurde in Lagos eine Flotte von sechs Karavellen ausgerüstet, die im Frühjahr 1444 aufbrach. Dabei entdeckten sie auch die Inseln Naar und Tider. Fünf Kapitäne der Schiffe werden u. a. von João de Barros namentlich benannt: Lançarote, Gil Eanes, Estevão Afonso, Rodrigo Álvares und João Dias. Zurara erwähnt im Kapitel 19 seiner „Chronica“ auch einen João Bernaldes.
Es war die erste von Privatleuten organisierte Handelsreise an die afrikanische Küste.
Nach der Version von Diogo Gomes in seiner auf Latein abgefassten Chronik über Leben und Taten Heinrich des Seefahrers bestand die Flotte von 1444 nur aus vier Karavellen, die von Gil Eanes, Nuno Tristão, Gonçalo de Sintra und Lançarote kommandiert wurden.
Unabhängig von der Anzahl der Karavellen und der jeweiligen Kapitäne war die Reise für die Portugiesen ein Erfolg, da 235 Sklaven (Männer, Frauen und Kinder) gefangen genommen und nach Portugal gebracht wurden. Die Ergreifung von Sklaven erfolgte fast immer auf dieselbe Weise: Die Portugiesen gingen von Bord, suchten nach Dörfern und griffen nachts oder bei Sonnenaufgang an, wobei sie das Überraschungsmoment nutzten, um so viele Menschen wie möglich gefangen zu nehmen und wenn nötig zu töten.
Als die Flotte nach Portugal zurückkehrte, fand der Verkauf der Sklaven in Anwesenheit von Prinz Heinrich dem Seefahrer und einer großen Menschenmenge statt. In der detaillierten Beschreibung des Chronisten Gomes Eanes de Zurara werden auch die Verzweiflung und die Tränen der Sklaven geschildert.
Als Anerkennung für den Erfolg seiner Mission wurde Lançarote in Lagos von Prinz Heinrich zum Ritter geschlagen.

### Die zweite Reise an die afrikanische Küste
Im Jahr 1445 segelten bereits 26 Schiffe in vier verschiedenen Flotten von Portugal nach Afrika, darunter auch erneut eine Flotte bestehend aus 14 Karavellen aus Lagos. Neben dem Capitão-mor (Oberbefehlshaber) der Flotte, Lançarote, werden von Barros als Befehlshaber der Karavellen aus Lagos u. a. erwähnt: Soeiro da Costa (Lançarotes Schwiegervater und ein in vielen europäischen Kriegen erprobter Soldat), Álvaro de Freitas, Rodrigo Eanes de Travasos (ein Bediensteter am Hofe des Regenten D. Pedro), Gomes Pires (befehligte eine Karavelle des Königs) sowie ein gewisser Palaçano. Im Laufe seines Berichtes werden noch weitere Kapitäne, wie Lourenço Dias oder Vicente Dias, erwähnt.
Mit bewaffneten Schiffen aus der Algarve, aus Lissabon und aus Madeira nahm die Armada am 14. August 1445 Kurs nach Süden. Sie erreichten wie geplant die Insel Tider vor der Küste des heutigen Mauretaniens, wo 1444 die Sklaven gefangen genommen worden waren. Das Hauptziel war die vollständige Entvölkerung der Insel, deren berberische Bevölkerung als potenzielle Bedrohung für die portugiesische Schifffahrt angesehen wurde. Deshalb sollten alle Männer, Frauen und Kinder vorzugsweise gefangen genommen und als Sklaven nach Portugal geschickt werden. Diese Aktion sollte auch dazu dienen, Gonçalo de Sintra zu rächen, der im Jahr zuvor in derselben Region getötet worden war.
Der ohne die Karavellen aus Madeira erfolgte Angriff auf die Insel Tider hatte jedoch kaum Erfolg. Die Bewohner hatten Vorsichtsmaßnahmen getroffen und die Insel mit ihren Familien und Gütern verlassen. Nur wenige Männer blieben auf Tider, um gegen die Portugiesen zu kämpfen. Sie zogen sich jedoch vor der Übermacht zurück. Acht von ihnen wurden getötet und vier gefangen genommen. Unter den Portugiesen starb später ein Mann an seinen Verletzungen. Einige Karavellen fuhren noch zum Festland, um nach den geflohenen Einwohnern zu suchen, aber es gelang ihnen nur, einige wenige zu finden und gefangen zu nehmen.
Für Lançarote war damit der offizielle Auftrag erfüllt. Er überließ den übrigen Kapitänen die Entscheidung, ob sie ihn weiter nach Süden begleiten oder ins Königreich zurückkehren wollten. Soeiro da Costa trat für die Rückkehr nach Portugal ein, da er und andere Kapitäne befürchteten, dass die mit dem nahenden Winter verbundenen Winde die Rückreise erschweren würden. Trotz dieser Bedenken setzte Lançarote die Reise nach Süden fort und wurde dabei von Kapitänen wie Gomes Pires begleitet. Sie erreichten den Senegal-Fluss, den sie für den Nil oder zumindest einen seiner Nebenflüsse hielten, und gelangten bis zu den Kapverden. In dieser Region machten sie erneut 57 Gefangene.
Nach seiner Rückkehr soll Lançarote in Lagos geblieben sein. Am 12. Mai 1446 wurde er zum Coudel dieser Stadt ernannt, ein Amt, das im Kriegsfall das Kommando über die Truppen der Gemeinde Lagos bedeutete. Diese Ernennung war wahrscheinlich auf die kriegerischen Qualitäten zurückzuführen, die er auf seinen Reisen gezeigt hatte. Von den folgenden Jahrzehnten ist nur überliefert, dass er am 7. Mai 1463 als königliche Gunst die Güter eines in Faro lebenden Muslim zugesprochen bekam. Es ist nicht bekannt, wann er starb.

## Familie
Über sein Privatleben ist nur überliefert, dass er eine Tochter von Soeiro da Costa, dem Alcaide-mor (königlicher Verwalter) der Burg von Lagos, heiratete. Am 6. April 1443 muss Lançarote bereits verheiratet gewesen sein, denn an diesem Tag übertrug ihm der Regent D. Pedro im Auftrag von König Afonso V. das Amt des Almoxarife (königlicher Steuereinnehmer) von Lagos, nachdem sein Schwiegervater Soeiro da Costa zu seinen Gunsten auf dieses Amt verzichtet hatte. In dieser Ernennungsurkunde, wird er als Lançarote da Ilha bezeichnet.
In den 1440er Jahren ließ sich Lançarote mit seiner Frau und seiner engsten Familie in Lagos nieder. Als Almoxarife und Schwiegersohn des Alcaide-mor genoss er auf lokaler Ebene ein hohes Ansehen.
Durch die Heirat mit der Tochter von Soeiro da Costa wurde er zum Schwager von Afonso da Costa, der 1452 seinen Vater als Alcaide-mor der Burg von Lagos ablöste. Er ist möglicherweise auch der Onkel von Soeiro da Costa (II), einem Seefahrer, der in den 1460er Jahren an Expeditionen zur westafrikanischen Küste teilnahm.